# Nokia 130 Classic
Nokia 130 Classic是微軟行動生產的Nokia直立式功能型手機，2014年8月11日發布。

## 規格
| 類型     | 功能型手機                                                           |
| 手機規格 | 直立式                                                               |
| 尺寸     | 高度：106（4.2英寸）；寬度：45.5（1.79英寸）；厚度：13.9（0.55英寸） |
| 重量     | 68.6克（2.42盎司）                                                   |
| 操作系統 | Series 30+                                                           |
| 電池     | 1020 mAh                                                             |
| 顯示器   | 1.8英寸（46）                                                        |